# Benoît Costil
Benoît Costil (ur. 3 lipca 1987 w Caen) – francuski piłkarz który występował na pozycji bramkarza.

## Kariera klubowa
Od 1994 szkolił się w szkółce piłkarskiej SM Caen. 12 sierpnia 2005 zadebiutował w drużynie zawodowej SM Caen na szczeblu Ligue 2. W 2007 roku jego klub wywalczył awans do Ligue 1, jednak Costil nie miał stałego miejsca w pierwszej drużynie i na sezon 2008/2009 był wypożyczony do Vannes OC. W 2009 roku przeszedł do CS Sedan, w którym wybił się na najlepszego bramkarza Ligue 2. 14 czerwca 2011 roku podpisał 3–letni kontrakt z pierwszoligowym Stade Rennais FC.
24 maja 2017 roku podpisał 4–letni kontrakt z pierwszoligowym Girondins Bordeaux.
| Sezon   | Klub               | Kraj    | Rozgrywki | Mecze | Bramki | Rozgrywki Europy | Mecze | Bramki |
| ------- | ------------------ | ------- | --------- | ----- | ------ | ---------------- | ----- | ------ |
| 2005/06 | SM Caen            | Francja | Ligue 2   | 4     | 0      | -                | -     | -      |
| 2006/07 | SM Caen            | Francja | Ligue 2   | 0     | 0      | -                | -     | -      |
| 2007/08 | SM Caen            | Francja | Ligue 1   | 5     | 0      | -                | -     | -      |
| 2008/09 | Vannes OC (wyp.)   | Francja | Ligue 2   | 27    | 0      | -                | -     | -      |
| 2009/10 | CS Sedan           | Francja | Ligue 2   | 38    | 0      | -                | -     | -      |
| 2010/11 | CS Sedan           | Francja | Ligue 2   | 38    | 0      | -                | -     | -      |
| 2011/12 | Stade Rennais FC   | Francja | Ligue 1   | 37    | 0      | Liga Europy UEFA | 9     | 0      |
| 2012/13 | Stade Rennais FC   | Francja | Ligue 1   | 37    | 0      | -                | -     | -      |
| 2013/14 | Stade Rennais FC   | Francja | Ligue 1   | 38    | 0      | -                | -     | -      |
| 2014/15 | Stade Rennais FC   | Francja | Ligue 1   | 38    | 0      | -                | -     | -      |
| 2015/16 | Stade Rennais FC   | Francja | Ligue 1   | 31    | 0      | -                | -     | -      |
| 2016/17 | Stade Rennais FC   | Francja | Ligue 1   | 38    | 0      | -                | -     | -      |
| 2017/18 | Girondins Bordeaux | Francja | Ligue 1   | 36    | 0      | Liga Europy UEFA | 0     |        |
| 2018/19 | Girondins Bordeaux | Francja | Ligue 1   | 37    | 0      | Liga Europy UEFA | 12    | 0      |
| 2019/20 | Girondins Bordeaux | Francja | Ligue 1   | 28    | 0      | -                | -     | -      |
| 2020/21 | Girondins Bordeaux | Francja | Ligue 1   | 38    | 0      | -                | -     | -      |
| 2021/22 | Girondins Bordeaux | Francja | Ligue 1   | 25    | 0      | -                | -     | -      |
| 2022/23 | AJ Auxerre         | Francja | Ligue 1   | 19    | 0      | -                | -     | -      |
| 2022/23 | Lille OSC          | Francja | Ligue 1   | 0     | 0      | -                | -     | -      |
| 2023/24 | Salernitana        | Włochy  | Serie A   | 13    | 0      | -                | -     | -      |

Stan na: koniec sezonu 23/24.

## Kariera reprezentacja
Costil grał w młodzieżowych reprezentacjach Francji w wielu kategoriach wiekowych. 15 listopada 2016 roku zagrał swój pierwszy mecz w reprezentacji seniorów, w towarzyskim meczu z Wybrzeżem Kości Słoniowej.

## Sukcesy

### Klubowe
- CS Sedan
  - Trophées UNFP najlepszy bramkarz w Ligue 2: 2011

### Reprezentacyjne
- Francja
  - Mistrzostwa Europy U-17 w piłce nożnej: 2004
  - zwycięzca Tournoi de Toulon z drużyną France espoirs: 2007